# Barret Jackman
Barret Jackman (Trail, 5 marzo 1981) è un ex hockeista su ghiaccio canadese.

## Palmarès

### Mondiali
- 1 medaglia:
  - 1 oro (Russia 2007)